# Кампаспа
Кампаспа (др.-греч. Καμπάσπη, лат. Campaspe, Pancaspen, Pacate) — любовница царя Александра Македонского (правил 336—323 до н. э.) из фессалийского города Ларисы, ставшая источником вдохновения для художника Апеллеса (~ 370—306 гг. до н. э.).

## Рождение легенды
Кампаспа не упоминается в пяти основных источниках о жизни Александра, и эта история может быть апокрифической.
О Кампаспе оставил свидетельство римский писатель I века Плиний Старший: Александр, восхищаясь её выдающейся красотой, привлёк Апеллеса нарисовать Кампаспу обнажённой. Она была наиболее любимой из всех его содержанок. Художник в процессе работы влюбился в неё, после чего Александр, вникнув в ситуацию, преподнёс ему Кампаспу в подарок, доказывая себе, что хотя он и великий царь в отваге, но ещё более велик в самообладании.
Клавдий Элиан приводит слух, что Кампаспа была первой женщиной, с которой сблизился царь. Возможно, имеется в виду первая женщина, которая привлекала Александра, так как с Калликсеной, по сообщению некоторых авторов, он сошелся ещё в отрочестве.
Кампаспа — очередной один пример холодного отношения царя к женщинам. Однако любовь Апеллеса к своей натурщице стала источником творческого вдохновения для художников позднего времени, а само имя Кампаспа стало нарицательным.

### Анадиомена

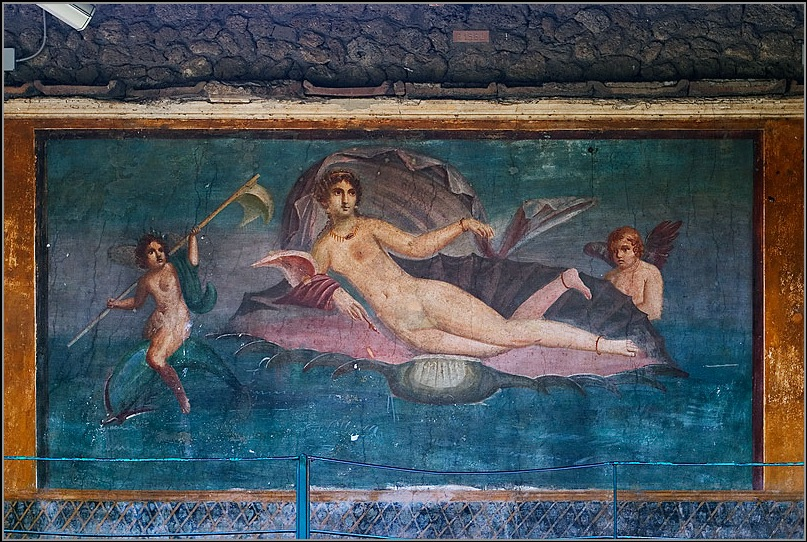
Венера, рождённая из моря. Фреска из Помпей

Апеллес создал прославленную в античности картину, изображающую Венеру («Афродита Анадиомена»), рождённую из моря, и Плиний полагает, что именно Кампаспа послужила моделью для этой Венеры (другие античные авторы называют в качестве натурщицы гетеру Фрину).
В 1960 году в Помпеях обнаружили хорошо сохранившуюся фреску, где изображён похожий сюжет с Венерой. Некоторые исследователи считают, что эта фреска может быть римской копией картины Апеллеса, некоторые из которых оказались в коллекциях римских полководцев.

## Аристотель
Гетера по имени Кампаспа (или Филлида) стала персонажем средневековой легенды, в которой также фигурирует Александр Македонский — и его учитель Аристотель, ослепленный любовью.

## В культуре

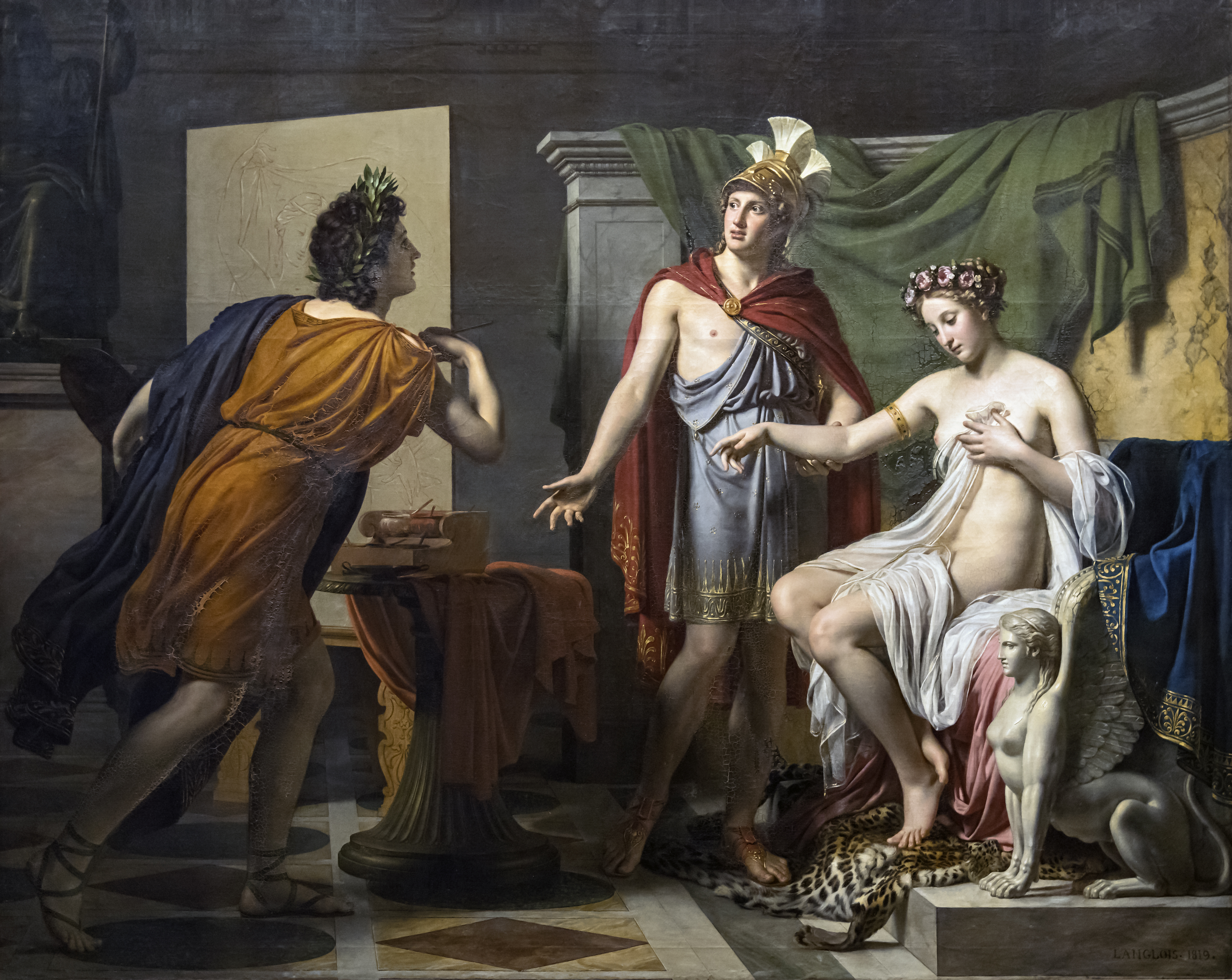
Générosité d'Alexandre, Жером Мартен Ланглуа

- Джон Лили. Пьеса «Кампаспа (Блистательная комедия)», 1584. В 2009 году перевод комедии на русский язык закончила литературовед, профессор МПГУ Елена Николаевна Черноземова (опубликован по частям в научном журнале «Вестник Пермского университета» в 2009–2010 годах)[3].